# Яновский повет
Яновский повет (пол. Powiat janowski) — повет (район) в Польше, входит как административная единица в Люблинское воеводство. Центр повета — город Янув-Любельски. Занимает площадь 875,34 км². Население — 46 895 человек (на 31 декабря 2015 года).

## Административное деление
- города: Янув-Любельски
- городско-сельские гмины: Гмина Янув-Любельски
- сельские гмины: Гмина Батож, Гмина Хшанув, Гмина Дзволя, Гмина Годзишув, Гмина Модлибожице, Гмина Поток-Вельки

## Демография
Население повета дано на 31 декабря 2015 года.
| Перепись            | Всего  | Мужчины | Женщины |
| ------------------- | ------ | ------- | ------- |
| Всего               | 46 895 | 23 207  | 23 688  |
| Городское население | 13 522 | 6592    | 6930    |
| Сельское население  | 33 373 | 16 615  | 16 758  |